# Szentgyörgyi zsidó túsztábor
A hajdúszentgyörgyi zsidó túsztábor a Hajdú vármegyében, Debrecentől mintegy 10 kilométerre található egykori láger, melyet a Gestapo az egykori Harstein-birtok helyén alakított ki.

## Története
A németek Magyarország megszállását követően nyomban hajtóvadászatot kezdtek a megbízhatatlannak vagy ellenségnek ítélt személyek ellen, és nagyarányú túszszedést folytattak a fővárosi és a vidéki zsidóság körében. Már a megszállást követő héten 3076 magyar zsidót tartóztattak le. A debreceni zsidóság életében tulajdonképpen az első „gettót" ez a túsztábor jelentette, melyet Hajdúszentgyörgyön alakítottak ki néhány dohánypajtában.
1944. május 29-ig összesen 93 debreceni zsidó férfi került a táborba, azért, hogy túszként szolgáljanak a gettózás és a deportálás miatti minden esetleges zsidó akció, szökés, ellenállás megakadályozására. A debreceniek mellett máshonnan is hoztak ide foglyokat a Tiszántúl községeiből, sőt távolabbi vidékekről is.
A hiányosan fennmaradt eredeti névsorban 295 név található, de feltételezhető, hogy több mint 300 személyt (Balmazújvárosból 1, Berettyóújfaluból 10, Békéscsabáról 24, Derecskéről 21, Gyuláról 11, Hajdúböszörményből 3, Hajdúszoboszlóról 25, Nagyszalontáról 33, Orosházáról 37 stb.), sőt még 13 lengyel menekültet is ide zsúfoltak.
Napjainkban a Hajdúszentgyörgy elnevezést egy vasúti megállóhely viseli.